# Aston Martin AMR21
L'Aston Martin AMR21 è una monoposto di Formula 1 realizzata dalla scuderia Aston Martin per prendere parte al campionato mondiale di Formula 1 2021.

## Presentazione
La vettura è stata presentata il 3 marzo 2021.

## Livrea

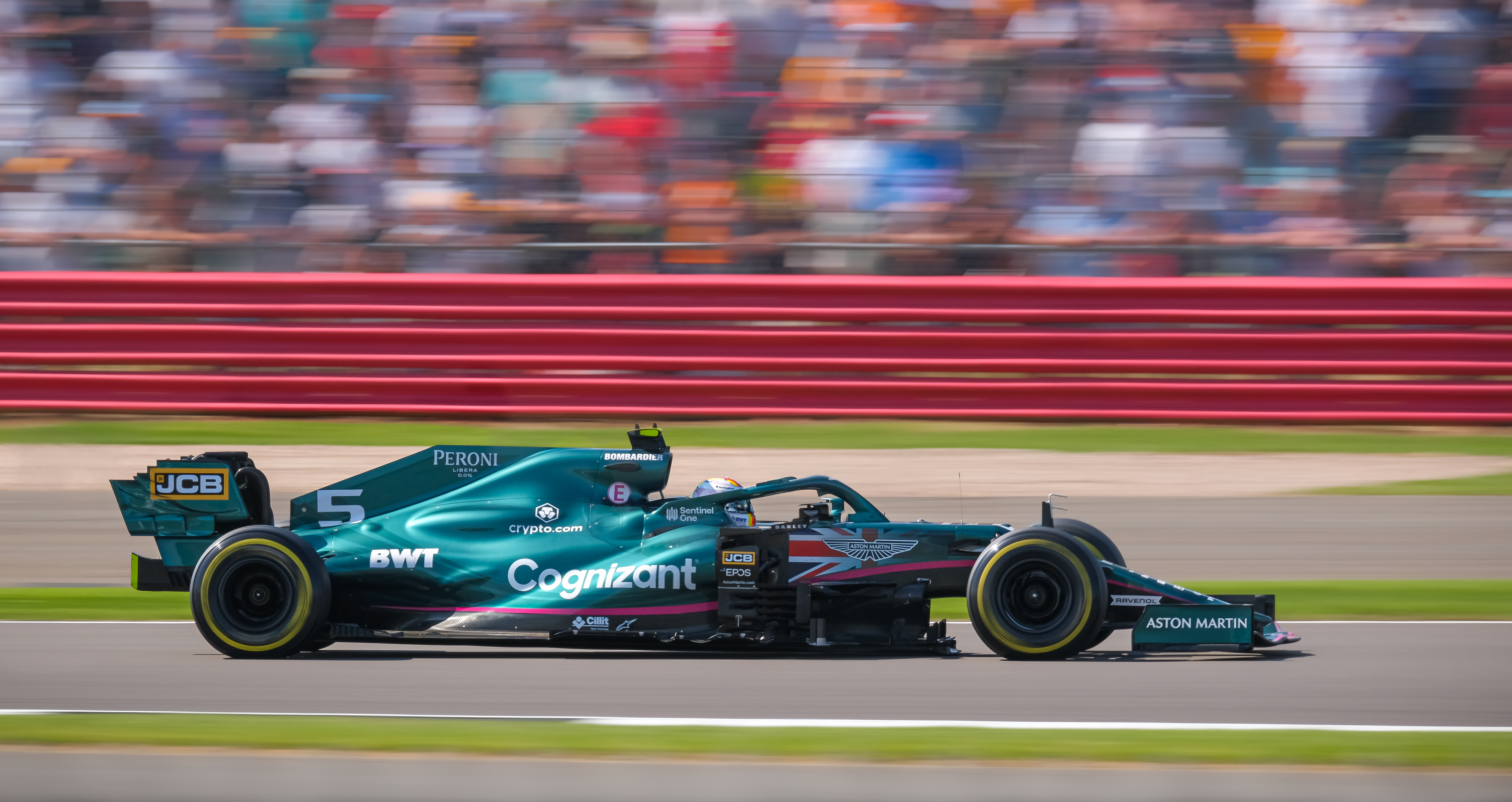
Vista laterale della AMR21 con la bandiera celebrativa del Gran Premio di Gran Bretagna

Complice il cambio di denominazione da Racing Point ad Aston Martin, la livrea della AMR21 si distacca completamente dalle livree del team di Silverstone utilizzate negli anni passati, poiché riprende il colore verde britannico tipico della Aston Martin e delle vetture da corsa inglesi. Tra i vari nuovi sponsor, spicca il title sponsor del team Cognizant, che domina le fiancate e l'ala posteriore e lo si ritrova anche sul mainplane dell'ala anteriore. Il logo BWT, non più nel ruolo di title sponsor, viene ridimensionato e non occupa più tutto il cofano motore, ma viene riposizionato nella zona del cambio. La pinna è caratterizzata dalla presenza dello sponsor Peroni Libera 0.0, mentre i loghi della Aston Martin sono stati posizionati sulle paratie laterali e sui flap dell'ala anteriore, dietro l'ala posteriore e ai lati della cella del pilota. Della livrea delle vetture precedenti è ripreso in una minima parte il colore rosa; infatti sul fondo delle fiancate e sul bordo anteriore dell'ala frontale corre una striscia rosea derivante dalla sponsorizzazione della BWT.
Nelle gare del Gran Premio di Francia e del Gran Premio di Stiria vengono aggiunti sull'Halo congiuntamente una striscia arcobaleno e il logo di Cognizant, come supporto al mese del Pride da parte della scuderia e del title-sponsor.
Per il Gran Premio di Gran Bretagna viene aggiunta una bandiera britannica su entrambi i lati della cellula di sicurezza del pilota sotto i loghi Aston Martin per celebrare il Gran Premio di casa.
Per il Gran Premio d'Italia i loghi Aston Martin ai lati della cellula di sicurezza del pilota vengono sostituiti con i simboli del franchise di 007, in concomitanza con l'uscita di No Time to Die, film di James Bond.

## Caratteristiche
La AMR21 riprende la nomenclatura delle vetture da competizione Aston Martin, in particolare degli sportprototipi come la AMR1. La vettura non differisce molto dalla precedente Racing Point RP20, essendo i regolamenti del 2021 molto restrittivi in termini di evoluzione dell’auto, ma, come imposto dal regolamento, è dotata di un nuovo fondo che è ridotto nella parte posteriore e di un diffusore e delle prese dei freni posteriori con appendici aerodinamiche anch’esse ridotte nelle dimensioni. Presenta il cambio e la sospensione posteriore mutuati dalla Mercedes W11, dal momento che è possibile acquistare queste componenti da un fornitore esterno. Le pance laterali sono più sciancrate e presentano nella zona alta una protuberanza, caratteristica tipica del nuovo motore Mercedes M12, presente infatti anche sulla Mercedes W12. Dal momento che per la stagione 2021 gli aggiornamenti alla vettura sono limitati con due gettoni da poter investire in componenti della vettura, l'Aston Martin ha investito i gettoni per modificare una parte del telaio, in particolare la cella di sicurezza del pilota, dove sono presenti nuovi elementi di assorbimento degli urti, più bassi, cosa che hanno consentito la progettazione di prese d'aria di forma differente.
Al Gran Premio dell'Emilia-Romagna vengono portate delle pance di forma diversa, leggermente più larghe di quelle viste all'esordio, per permettere un raffreddamento migliore del motore, nel Gran Premio d'Azerbaigian invece vengono modificati i componenti aerodinamici posizionati sull'Halo.

## Carriera agonistica

### Stagione
La nuova AMR21 si rivela molto meno competitiva della sua antenata, infatti Lance Stroll e Sebastian Vettel (che prende il posto di Sergio Pérez passato alla Red Bull) hanno non poche difficoltà a portare risultati concreti al team segnando solo 5 punti nelle prime quattro gare del campionato.
A Baku, però, Vettel si mette in mostra: partito undicesimo, l'ex ferrarista rimonta fino al secondo posto finale, tornando sul podio dopo 7 mesi e ottenendo il primo podio di sempre per la Aston Martin. Il prosieguo della stagione è ancora un calvario, la vettura è competitiva solo in poche occasioni e ottiene risultati solo con l'aiuto di alcune circostanze favorevoli, tra queste l'Ungheria dove, grazie a una carambola iniziale causata da Stroll e Valtteri Bottas al via, Vettel si ritrova a contendersi la vittoria con l'Alpine di Esteban Ocon uscendone però sconfitto. La beffa, però, arriva alcune ore dopo la fine del Gran Premio: viene infatti trovata un'irregolarità alla vettura del pluricampione mondiale da parte dei tecnici FIA che decidono dunque di squalificare la vettura dall'ordine d'arrivo perdendo, di fatto, i punti guadagnati. Il campionato non riserverà altre sorprese al team che chiuderà al 7º posto finale nel campionato costruttori, venendo sopravanzato nel giro di un anno dalle più competitive Ferrari, McLaren, Alpine e persino AlphaTauri. 

## Piloti
| Piloti ufficiali    | Piloti ufficiali | Piloti ufficiali |
| Nazione             | Nome             | Numero           |
| ------------------- | ---------------- | ---------------- |
| Canada (bandiera)   | Lance Stroll     | 18               |
| Germania (bandiera) | Sebastian Vettel | 5                |
| Pilota di riserva   |                  |                  |
| Germania (bandiera) | Nico Hülkenberg  | 27               |

## Risultati in Formula 1
| Anno | Team         | Motore   | Gomme | Piloti |    |     |    |    |   |     |    |    |     |     |     |    |    |    |    |    |    |    |     |    |     |    | Punti | Pos. |
| ---- | ------------ | -------- | ----- | ------ | -- | --- | -- | -- | - | --- | -- | -- | --- | --- | --- | -- | -- | -- | -- | -- | -- | -- | --- | -- | --- | -- | ----- | ---- |
| 2021 | Aston Martin | Mercedes | P     | Stroll | 10 | 8   | 14 | 11 | 8 | Rit | 10 | 8  | 13  | 8   | Rit | 20 | 12 | 7  | 11 | 9  | 12 | 14 | Rit | 6  | 11  | 13 | 77    | 7º   |
| 2021 | Aston Martin | Mercedes | P     | Vettel | 15 | 15* | 13 | 13 | 5 | 2   | 9  | 12 | 17* | Rit | SQ  | 5  | 13 | 12 | 12 | 18 | 10 | 7  | 11  | 10 | Rit | 11 | 77    | 7º   |

| Legenda | 1º posto     | 2º posto | 3º posto    | A punti         | Senza punti/Non class.  | Grassetto – Pole position Corsivo – Giro più veloce Apice – Risultato Qualifica Sprint (A punti) |
| Legenda | Squalificato | Ritirato | Non partito | Non qualificato | Solo prove/Terzo pilota | Grassetto – Pole position Corsivo – Giro più veloce Apice – Risultato Qualifica Sprint (A punti) |

* – Indica il pilota ritirato, ma ugualmente classificato, avendo coperto come previsto dal regolamento almeno il 90% della distanza di gara.
- Nel Gran Premio del Belgio non è stato coperto il 75% della distanza prevista, quindi i punti assegnati sono la metà di quelli previsti per la distanza completa; i giri più veloci non sono stati riconosciuti nella classifica finale del Gran Premio.[14]